# 泉滝尻
泉滝尻（いずみ たきじり）は、福島県いわき市の大字である。郵便番号は971-8189。

## 地理
いわき市南東部の小名浜地区に属する。北から東側にかけて泉町滝尻、西側で泉町と隣接する。泉第三土地区画整理事業に伴い、周辺の大字より分離新設された地区であり、JR常磐線、福島臨海鉄道本線、福島県道20号いわき上三坂小野線、一級市道渚滝尻線によって囲まれた地域が対象となる。東西に横断する福島県道240号釜戸小名浜線を境に北側に西より一、二丁目、南側に三丁目が置かれている。小名浜岡小名内に所在するいわき東警察署及び小名浜に所在する小名浜消防署がそれぞれ管轄にあたる。

### 主な字
- 泉滝尻一丁目
- 泉滝尻二丁目
- 泉滝尻三丁目

## 歴史
- 2022年2月26日 - 泉第三土地区画整理事業に伴い、泉町滝尻より分離新設される[4]。

## 世帯数と人口
2023年10月31日現在の世帯数と人口は以下の通りである。
| 大字   | 世帯数  | 人口   |
| ------ | ------- | ------ |
| 泉滝尻 | 928世帯 | 2061人 |

## 小・中学校の学区
市立小・中学校に通う場合、学区は以下の通りとなる。
| 番地 | 小学校             | 中学校             |
| ---- | ------------------ | ------------------ |
| 全域 | いわき市立泉小学校 | いわき市立泉中学校 |

## 交通

### 鉄道
- JR常磐線
- 福島臨海鉄道本線

### 道路
- 福島県道20号いわき上三坂小野線
- 福島県道240号釜戸小名浜線
- 一級市道渚滝尻線

## 施設
- ヨークベニマル　いわき泉店
- マルト　泉店
- セブンイレブン　泉滝尻中央店
- セブンイレブン　泉滝尻店
- ローソン　いわき泉下谷地
- たまごの郷
- コメダ珈琲　いわき泉店
- シャンティ
- 焼肉きんぐ　いわき泉店
- みよし　泉店
- クリーニング専科　泉店
- コインランドリーデポ　いわき泉店
- 白くまくん　滝尻店
- まるまつ　泉店
- フルーツショップ青木　いわき泉店
- みそ吉　泉店
- たべのみ屋　火縄銃
- しゃぶしゃぶ温野菜　いわき泉店
- KAUAI KAFE いわき泉店
- 幸楽苑　いわき泉店
- 肉の佐川
- よしだ菓子店
- 美味開楽　なごみ屋
- 東邦銀行　いわき泉支店
- たかはら歯科クリニック
- おざかクリニック
- 植田ダルマ薬局　泉店
- すみたか内科クリニック
- めぐみ薬局
- いずみ整形外科クリニック
- ファミリーホール　泉館
- 滝尻第1（一号）公園　※遊具・広場・借駐車場　有
- 滝尻第2（二号）公園　※防災倉庫・広場　有
- 滝尻第3（三号）公園　※駐車場・トイレ・運動場・遊具・防災備蓄　有